# Auray-i csata
Az auray-i csata a bretagne-i belháborút lezáró ütközet volt 1364. szeptember 29-én. A csatározások a százéves háborúval párhuzamosan, annak főszereplői, az angolok és a franciák részvételével zajlottak. Az ütközetben elesett Blois Károly, és Montfort János hercegsége alatt egyesült Bretagne.

## Előzmények
1363-ban, huszonkét év háborúskodás után a hercegi címért harcoló két rivális megállapodott abban, hogy felosztják egymás között Bretagne-t. Az angolok által támogatott Montfort János a délnyugati, a franciák által segített Blois Károly az északkeleti területek ura lett. A trónharc azonban hamarosan ismét fellángolt. Montfort János serege ostromot indított Auray ellen, amely az ellenfele kezében lévő kevés déli kikötőváros egyike volt. Blois Károly Bertrand du Guesclin segítségével több mint háromezer fős hadat toborzott. Montfort Jánost a helyi angol urak, Robert Knolles, Hugh Calveley és John Chandos támogatták. Annak ellenére, hogy a francia és az angol korona hivatalosan nem avatkozott be a hercegség vitájába, megbízottjaik lázasan tevékenykedtek Bretagne-ban.

## Az ütközet

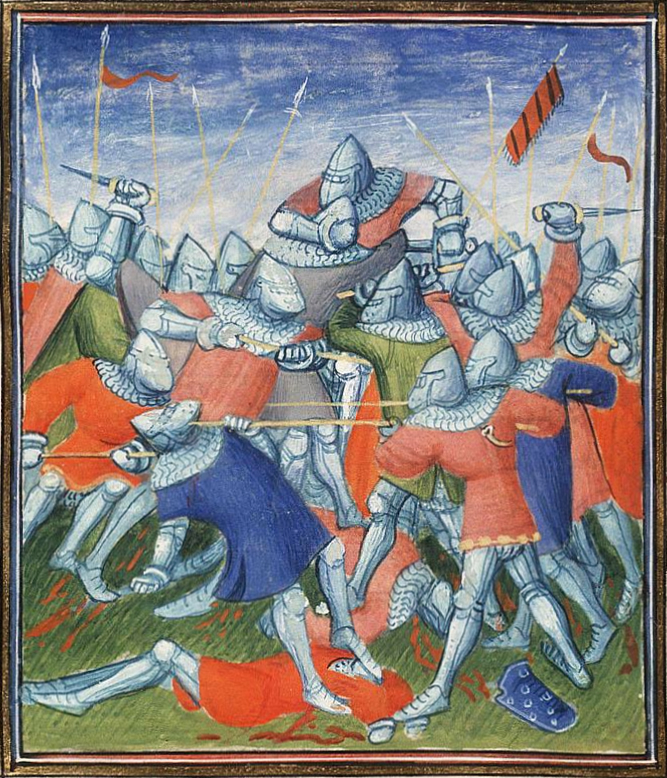
A csata ábrázolása Jean Froissart krónikájában

Károly serege szeptember 29-én érkezett meg Auray-hoz, és készen állt az azonnali összecsapásra. A Montfort-csapatokat irányító John Chandos három egységben állította fel katonáit. Chandos és Matthew Gourney a jobb szárnyat, Knolles a balt, Montfort a centrumot irányította. Hugh Calveley a tartalék parancsnoka volt. Károly hasonló szerkezetben állította fel katonáit. A seregtesteket Bertrand du Guesclin, Jean de Chalon, Auxerre grófjának fia és maga a hercegi cím követelője vezette.
Az ütközet előtti tárgyaláson a bretonok hajlandónak mutatkoztak a kompromisszumra, de az angolok és a franciák csatát akartak. Az ütközet rosszul kezdődött Károlynak és a franciáknak, Jean de Chalon ugyanis hamar fogságba került, és az angol-bretagne-i sereg du Guesclin katonái ellen fordult. Chandon Károly divízióját támadta, és a vezér elesett. A Blois-párti katonák menekülni kezdtek. Montfort emberei 800 ellenséget megöltek, 1500-at foglyul ejtettek. Rab lett du Guesclin is, aki később 20 ezer fontért kapta vissza szabadságát.
Károly halálával a viszály véget ért, hívei behódoltak Montfort Jánosnak. A herceg, annak ellenére, hogy hathatós angol segítséggel biztosította be uralkodói posztját, hamarosan felajánlotta szövetségét V. Károly francia királynak.